# Sünden der Väter
Sünden der Väter ist ein US-amerikanisches Stummfilmmelodram aus dem Jahre 1928 von Ludwig Berger mit Emil Jannings in der Hauptrolle. An seiner Seite gab Ruth Chatterton ihr Leinwanddebüt.

## Handlung
Der verheiratete Gastronom Wilhelm Spengler verliebt sich in die etwas jüngere, ziemlich skrupellose Abenteurerin Greta Blake und vernachlässigt dadurch das Tagesgeschäft in seiner Wirtschaft. Seine sowieso schon überlastete Ehefrau, bei der alle Arbeit verbleibt, stirbt an Erschöpfung und gebrochenem Herzen. Greta, Wilhelms neue Ehefrau, veranlasst ihn, seine Tochter Mary aus dem Haus zu jagen, und stiftet ihn dazu an, Alkoholschmuggler zu werden – ein zu Zeiten der Prohibition (des von Präsident Herbert Hoover erlassenen strikten Alkoholverbots) sehr einträgliches Geschäft.
Wilhelm verdient ein Vermögen, kauft sich einen Nabob-Palast und kann seinen Sohn Tom auf die besten Schulen des Landes schicken. Um seinen Collegeabschluss zu feiern, betrinkt sich Tom mit dem schwarz gebrannten Whisky aus den Schmuggelbeständen seines Vaters. Wegen der katastrophalen Qualität dieses Whiskys erblindet er. Die Polizei kommt Spengler senior auf die Spur, macht eine Razzia und verhaftet ihn. Greta nutzt die Gunst der Stunde, stiehlt Wilhelms Schmuggeleinnahmen und macht sich mit einem anderen Mann aus dem Staub. Wilhelm, pleite und verlassen, muss ins Gefängnis. Er ist ganz unten.
Wegen guter Führung wird er vorzeitig entlassen und arbeitet anschließend als Kellner in einem Biergarten. Eines Tages begegnet er seinem Sohn, der sein Augenlicht wiedergefunden hat. Nun haben sich wenigstens Vater und Sohn wieder.

## Produktionsnotizen
Sünden der Väter, weitgehend ein Stummfilm mit einigen Tonfilmbeigaben (vor allem Geräusche und Gesangsnummern), entstand ab dem 7. Juli 1928 in Hollywood und wurde am 29. Dezember desselben Jahres uraufgeführt. In Deutschland konnte man den Film erstmals am 15. Januar 1930 in Berlins Ufa-Palast am Zoo in Augenschein nehmen. Die deutsche Fassung besaß eine Länge von 2427 Metern, verteilt auf zehn Akte. Die Kinomusik bei der deutschen Premiere lieferte Willy Schmidt-Gentner.
An der Herstellungsleitung beteiligten sich Jesse L. Lasky, Adolph Zukor und B. P. Schulberg. William H. Clothier assistierte Chefkameramann Victor Milner.

## Kritiken
„Langsame, sentimentale Passagen sind leider allzu häufig in ‚Sünden der Väter‘, Emil Jannings’ neuestem Filmbeitrag, dessen Geschichte praktisch zur gleichen Form gehört wie ‚Der Weg allen Fleisches‘. Während diese Attraktion in mehrfacher Hinsicht bewundernswert produziert und fleißig gespielt wird, ist es ganz offensichtlich, dass es Ludwig Berger, dem Regisseur, nicht gelungen ist, Herrn Jannings mit der austarierten Zurückhaltung zu führen, die Ernst Lubitsch in ‚Der Patriot‘ und Josef Sternberg in geringerem Maße in ‚Das letzte Kommando‘ erhalten hat. (…) Miss Chatterton macht ihren Job so gut wie die harte, laute, berechnende Greta. Mr. Jannings spielt ebenso geschickt und mit derselben unnatürlichen Langsamkeit, wie er es in ‚Der Weg allen Fleisches‘ tat. (…) Zasu Pitts ist prächtig als die erste Mrs. Spengler.“

„Ein Sujet, das zwar nicht die große Linie der letzten Jannings-Filme, wohl aber eine Reihe erprobter Motive aufweist, welche die Regie geschickt ausgewertet und dem Künstler Unterlagen zur Erhaltung seines großen Könnens geboten [hat]. Auch das übrige Ensemble spielt ausgezeichnet.“